# Paul Joseph Roux
Pour les articles homonymes, voir Roux.
Paul Joseph Roux, dit Paul Roux, né le 28 janvier 1848 à Mézel (Alpes-de-Haute-Provence) et mort le 18 février 1916 dans la même ville, est un homme politique français.

## Biographie
Notaire, il est conseiller général et maire de Colmars. il est député des Basses-Alpes de 1898 à 1902, inscrit au groupe de l'Union progressiste.